# Athlone (California)
Athlone es un área no incorporada ubicada en el condado de Merced en el estado estadounidense de California.

## Geografía
Athlone se encuentra ubicada en las coordenadas 37°12′29″N 120°21′29″O / 37.20806, -120.35806.